# 梁武东
梁武东（1959年3月14日—2020年1月25日），曾任湖北中医药大学附属新华医院耳鼻喉科医生，是2019冠狀病毒病疫情暴发以来首位因该病去世的医生。

## 生平
梁武东曾任湖北省中西医结合医院耳鼻喉科主任。2019年3月7日退休。梁有心律失常、持续性房颤等病史。2020年1月16日，梁武东感觉不适，高燒畏寒，到湖北省中西医结合医院就诊，經CT掃描發現肺部發白，有很明顯的肺部感染症狀。後被確診為感染2019年冠狀病毒病，收治于隔离病房住院治疗，2020年1月18日转往武汉市金银潭医院继续治疗。2020年1月25日上午7時，梁武東去世，享年62歲。2月3日，山西振东集团仁爱天使基金向梁武东家庭捐助10万元，并每月捐助2000元生活费。

## 外部連結
- 梁武东